# Monster (musikalbum av Steppenwolf)
Monster är ett musikalbum av Steppenwolf som lanserades 1969 på Dunhill Records i USA, och Stateside Records i Europa. Albumet var det första gruppen släppte med sin nya gitarrist Larry Byrom som ersatt Michael Monarch. Två av albumets singlar nådde topp 40-placering på Billboard-listan i USA, "Move Over" och titelspåret "Monster" i en förkortad version. Titelspåret är en kommentar till Vietnamkriget och amerikansk politik.
Albumet fick ett blandat mottagande på sin tid. Recensenten i Rolling Stone var negativt inställd till albumet och skrev att "Deras arrangemang har blivit slarviga och råa, och de Zappa-influerade texterna går illa ihop med musiken. De har blivit utdaterade." Robert Christgau var mer positiv och kallade albumet "en utmärkt comeback".

## Låtlista
(upphovsman inom parentes)
1. "Monster" (Kay, Edmonton)/"Suicide" (Kay, St. Nicholas, Byrom, Edmonton)/"America" (Kay, Edmonton) – 9:15
2. "Draft Resister" (Kay, McJohn, Byrom) – 3:20
3. "Power Play" (Kay) – 5:26
4. "Move Over" (Kay, Mekler) – 2:53
5. "Fag" (Byrom, Edmonton, St. Nicholas) – 3:13
6. "What Would You Do (If I Did That to You)" (Francen, Porter) – 3:19
7. "From Here to There Eventually" (Kay, McJohn, Edmonton) – 5:27

## Listplaceringar
- Billboard 200, USA: #17[3]
- UK Albums Chart, Storbritannien: #43[4]
- RPM, Kanada: #12[5]
- Tyskland: #27[6]
- VG-lista, Norge: #8[7]